# Cephalosphaera reducta
Cephalosphaera reducta är en tvåvingeart som först beskrevs av De Meyer 1990.  Cephalosphaera reducta ingår i släktet Cephalosphaera och familjen ögonflugor.
Artens utbredningsområde är Ontario. Inga underarter finns listade i Catalogue of Life.